# 阎维文
阎维文（1957年8月26日—），男，汉族，山西平遥人，中国歌唱家，总政歌舞团（今中国人民解放军文化艺术中心文艺部）一级演员。目前担任中国音协理事。享受副军级待遇。

## 生平
阎维文13岁进入山西省歌舞团，15岁时参军。早年学习过九年舞蹈。阎维文曾师从于张晓、魏金荣、金铁霖、程志、李双江等学习声乐，将民族唱法和西洋唱法融合在一起，形成了独特的艺术风格。他曾为《末代皇帝》、《海灯法师》、《战将》等多部电视连续剧和电视音乐片演唱了主题歌或插曲。1988年，在中国中央电视台春节联欢晚会上演唱《我们的祖国歌甜花香》（作词：王持久，作曲：郭峰）。

## 作品
阎维文的代表作有歌曲《母親》、《小白杨》、《说句心里话》、《一二三四歌》、《想家的时候》等。这几首歌在军队中广为传唱，获得了极大成功，阎维文也因此被称为“战士歌手”。

## 奖项和荣誉
阎维文曾获得第三届全国青年歌手电视大奖赛专业组民族唱法一等奖、全军文艺汇演演唱一等奖、全国影视十佳歌手称号、中央电视台音乐电视大赛金奖、军旅歌曲大赛特殊贡献奖、全军文艺汇演特别贡献奖等。

## 家庭
妻子为刘卫星，女儿为阎晶晶，1983年出生。女婿李禾禾，是原中国外交部部长李肇星之子。